# Cromartyshire (navire)
 (juillet 2023).
Si vous disposez d'ouvrages ou d'articles de référence ou si vous connaissez des sites web de qualité traitant du thème abordé ici, merci de compléter l'article en donnant les références utiles à sa vérifiabilité et en les liant à la section « Notes et références ».
Pour le comté écossais, voir Cromartyshire.
Le Cromartyshire était un trois mâts à coque en fer, construit en 1879 par Russell & Co à Port Glasgow (chantier no 19) pour Thomas Law & Co, de Glasgow. 
En 1898, il entre en collision avec le paquebot de la Compagnie générale transatlantique La Bourgogne au large de la Nouvelle-Écosse, au Canada. Le paquebot français coula peu après, entraînant la mort de 571 passagers et membres d'équipage tandis que le Cromartyshire subit de graves dégâts à sa coque mais put être remorqué jusqu'au port d'Halifax par le vapeur Grecian de l'Allan Line Royal Mail Steamer et fut réparé à Halifax, en Nouvelle-Écosse. 
En 1901, lors d'un voyage de Leith en Écosse à Port Elizabeth en Afrique du Sud, le Cromartyshire fut abandonné par son équipage à cause d'un incendie à bord alors qu'il était au large de Mossel Bay, mais il fut récupéré par la suite. 
Le 24 octobre 1906, après avoir quitté Antofagasta pour charger à Iquique au Chili, il s'échoue sur les rochers au large et est détruit.